# 糙耳唐竹
糙耳唐竹（学名：Sinobambusa scabrida）为禾本科唐竹属下的一个种。

## 扩展阅读
- 維基物種上的相關：糙耳唐竹